# Harold Lorenzi
Pour les articles homonymes, voir Lorenzi.
Harold Lorenzi, né le 11 avril 1978, est un gymnaste aérobic français.
Il remporte la médaille de bronze en groupe aux Jeux mondiaux de 2005.